# Mantisatta trucidans
Mantisatta trucidans is een spinnensoort in de taxonomische indeling van de springspinnen (Salticidae).
Het dier behoort tot het geslacht Mantisatta. De wetenschappelijke naam van de soort werd voor het eerst geldig gepubliceerd in 1900 door C. Warburton.